# Pablo Borrero Ayerbe
Pablo Borrero Ayerbe (Cali, Colombia, 16 de marzo de 1864-Cali, 15 de junio de 1950) fue un médico de profesión y primer gobernador del Valle del Cauca.  Ejerció su mandato entre mayo de 1910 y enero de 1912. Fue condecorado por el presidente Mariano Ospina Pérez con la Orden de Boyacá en el grado de Oficial.

## Biografía
Hijo de Pedro Antonio Borrero y Mercedes Ayerbe Grijalva, Pablo Borrero hizo sus primeros estudios en la ciudad de Cali, trasladándose luego a Bogotá para ingresar a la facultad nacional de Medicina. Terminados sus estudios se instaló en Palmira y manejó su consultorio en esa ciudad. Luego de su viaje por Europa estudiando, regresó a Cali y se estableció con un consultorio médico el cual lo hizo reconocer como el más exitoso médico y cirujano de la región. Fue fundador de la Sociedad de Medicina del Valle del Cauca  y trabajó en el Hospital San Juan de Dios.
El 1 de mayo de 1910 se posesionó como el primer gobernador del Valle del Cauca. En su gobierno se inició la organización del departamento, se empiezan a definir con claridad los límites intermunicipales e interdepartamentales con el Viejo Caldas. Se dio también la organización de la venta de licores como renta departamental. En cuanto a la búsqueda de recursos, su gobierno buscó dinero del gobierno central para el ferrocarril del pacífico que une a Cali con Buenaventura sobre la Cordillera Occidental. Se crearon la Dirección General de Instrucción Pública (hoy Secretaría de educación) y la Penitenciaria.